# Grand Prix automobile d'Argentine 1977
Le Grand Prix automobile d'Argentine 1977 est une course de Formule 1 qui s'est déroulée sur le circuit Oscar Alfredo Galvez à Buenos Aires le 9 janvier 1977.

## Classement
| Pos  | N° | Pilote             | Écurie             | Tours | Temps/Abandon        | Grille | Points |
| ---- | -- | ------------------ | ------------------ | ----- | -------------------- | ------ | ------ |
| 1    | 20 | Jody Scheckter     | Wolf-Ford          | 53    | 1 h 40 min 11 s 19   | 11     | 9      |
| 2    | 8  | Carlos Pace        | Brabham-Alfa Romeo | 53    | +43 s 24             | 10     | 6      |
| 3    | 12 | Carlos Reutemann   | Ferrari            | 53    | +46 s 02             | 7      | 4      |
| 4    | 28 | Emerson Fittipaldi | Copersucar-Ford    | 53    | +55 s 48             | 16     | 3      |
| 5    | 5  | Mario Andretti     | Lotus-Ford         | 51    | Roulement de roue    | 8      | 2      |
| 6    | 22 | Clay Regazzoni     | Ensign-Ford        | 51    | +2 tours             | 12     | 1      |
| 7    | 19 | Vittorio Brambilla | Surtees-Ford       | 48    | Panne d'essence      | 13     |        |
| Abd. | 10 | Ian Scheckter      | March-Ford         | 45    | Panne électrique     | 17     |        |
| Nc.  | 16 | Tom Pryce          | Shadow-Ford        | 45    | Non classé           | 9      |        |
| Abd. | 7  | John Watson        | Brabham-Alfa Romeo | 41    | Suspension           | 2      |        |
| Abd. | 9  | Alex Ribeiro       | March-Ford         | 39    | Transmission         | 20     |        |
| Nc.  | 26 | Jacques Laffite    | Ligier-Matra       | 37    | Non classé           | 15     |        |
| Abd. | 4  | Patrick Depailler  | Tyrrell-Ford       | 32    | Surchauffe moteur    | 3      |        |
| Abd. | 1  | James Hunt         | McLaren-Ford       | 31    | Suspension           | 1      |        |
| Abd. | 2  | Jochen Mass        | McLaren-Ford       | 28    | Sortie de piste      | 5      |        |
| Abd. | 3  | Ronnie Peterson    | Tyrrell-Ford       | 28    | Sortie de piste      | 14     |        |
| Abd. | 29 | Ingo Hoffmann      | Copersucar-Ford    | 22    | Moteur               | 19     |        |
| Abd. | 11 | Niki Lauda         | Ferrari            | 20    | Distribution essence | 4      |        |
| Abd. | 18 | Hans Binder        | Surtees-Ford       | 18    | Accident             | 18     |        |
| Abd. | 17 | Renzo Zorzi        | Shadow-Ford        | 2     | Boîte de vitesses    | 21     |        |

Légende :
- Abd.=Abandon

## Pole position et record du tour
- Pole position : James Hunt en 1 min 48 s 68 (vitesse moyenne : 197,689 km/h).
- Tour le plus rapide : James Hunt en 1 min 51 s 06 au 21e tour (vitesse moyenne : 193,452 km/h).

## Tours en tête
- John Watson : 13 (1-10 / 32-34)
- James Hunt : 21 (11-31)
- Carlos Pace : 13 (35-47)
- Jody Scheckter : 6 (48-53)

## À noter
- 5e victoire pour Jody Scheckter.
- 1er Grand Prix pour Walter Wolf Racing en tant que constructeur.
- 1re victoire pour l'écurie Walter Wolf Racing.
- 97e victoire pour Ford Cosworth en tant que motoriste.